# Moscoso

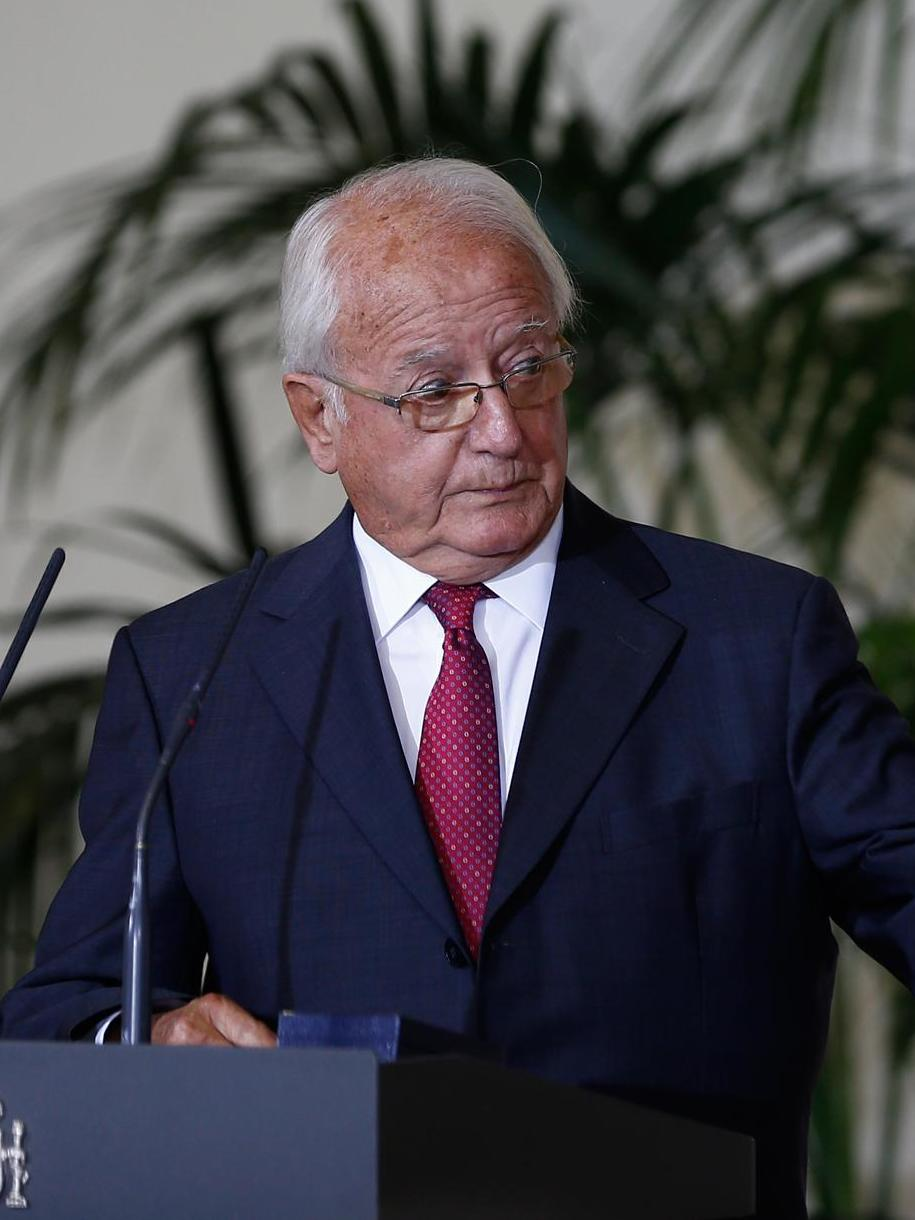
El exministro español Javier Moscoso, creador de los días de asuntos particulares conocidos popularmente como moscosos.

En España, un moscoso es un día de permiso de libre disposición que tienen pactado ciertos colectivos de trabajadores y funcionarios. Se trata de un epónimo derivado del entonces ministro Javier Moscoso, que firmó el 21 de diciembre de 1983 una instrucción que incluía un nuevo derecho para los funcionarios: «A lo largo del año —dice el texto oficial—, los funcionarios tendrán derecho a disfrutar hasta seis días de licencia o permiso por asuntos particulares, no incluidos en lo indicado en los puntos anteriores de este apartado. Tales días no podrán acumularse en ningún caso a las vacaciones anuales retribuidas. Los funcionarios podrán distribuir dichos días a su conveniencia, previa autorización, que se comunicará a la respectiva unidad de personal, y respetando siempre las necesidades del servicio».
Los moscosos surgieron en 1983 para compensar una subida del IPC del 12 % que el Estado no podía asumir como subida salarial. Se decidió compensar a los funcionarios con seis días de asuntos particulares. En lugar de cobrar más, los funcionarios aceptaron trabajar seis días menos y no cobrar la subida del sueldo que les correspondía ya que se ajustaron todos los meses como si tuvieran 30 días a efectos de cobro de nóminas.
Hasta 2007 en las diferentes revisiones del Estatuto Básico del Empleado Público únicamente se reconocían tres días de permiso para asuntos particulares. No fue hasta 2007, por medio de la Ley 7/2007, de 12 de abril, del Estatuto Básico del Empleado Público, cuando se reconocieron los seis días de permiso para asuntos particulares (artículo 48.1.k). Adicionalmente debido a la acumulación de sucesivas congelaciones y reducciones de salario efectuadas en años anteriores, que afectaban a las bases de cálculo de la pensión de jubilación, se reconoció que «los funcionarios tendrán derecho al disfrute de dos días adicionales al cumplir el sexto trienio, incrementándose en un día adicional por cada trienio cumplido a partir del octavo» (artículo 48.2). Estos días adicionales que se obtienen según se van cumpliendo años de servicio en la administración se conocen popularmente como canosos.
El 14 de julio de 2012, el presidente del Gobierno, Mariano Rajoy aprobó entre otras medidas la reducción del número de moscosos de seis a tres. Posteriormente, durante la última semana de 2013, se devolvió uno de los días eliminados, pasando a ser cuatro. En septiembre de 2014, el gobierno conservador autorizó la devolución de un día de los eliminados a los funcionarios, pasando a tener 5 moscosos al año. Posteriormente (antes de 2016) fue devuelto el último moscoso, llegando de nuevo al número de 6 al año.